# إيفان أوستويتش
إيفان أوستويتش هو لاعب كرة قدم صربي في مركز الدفاع، ولد في 26 يونيو 1989 في بانتشيفو في صربيا. لعب مع بالتيكا كالينينغراد ونادي سبارتاك ميافا ونادي كوشيتسه.

## وصلات خارجية
- إيفان أوستويتش على موقع قاعدة بيانات كرة القدم.إي يو (الإنجليزية)
- إيفان أوستويتش على موقع Soccerway.com (الإنجليزية)
- إيفان أوستويتش على موقع عالم كرة القدم.نت (الإنجليزية)